# Young Corbett III
Young Corbett III, właśc. Raffaele Capabianca Giordano (ur. 27 maja 1905 w Rionero in Vulture w regionie Basilicata we Włoszech, zm. 15 lipca 1993 w Auberry w Kalifornii) – amerykański bokser, zawodowy mistrz świata kategorii półśredniej.

## Życiorys
Jego rodzice wyjechali z nim do Stanów Zjednoczonych, gdy był jeszcze niemowlęciem. Rozpoczął zawodowe uprawianie boksu w 1919, gdy miał 14 lat i pracował jako roznosiciel gazet. Przybrał pseudonim „Young Corbett” od mistrza świata wszechwag Jamesa J. Corbetta. Dla odróżnienia od innych bokserów o tym przydomku („Young Corbett” – George Green, „Young Corbett II” – William Rothwell) Giordano był nazywany „Young Corbett III”. Żaden z tych pięściarzy nie był spokrewniony z pozostałymi. Podobno pseudonim nadał mu spiker anonsujący jego pierwszą walki, któremu nie spodobało się „Ralph Giordano”.
Początkowo walczył często, np. w 1923 stoczył 19 pojedynków bokserskich, z których przegrał tylko ostatni. W latach 1926–1930 stoczył cztery walki z przyszłym mistrzem świata w wadze półśredniej „Young” Jackiem Thompsonem, z których 3 wygrał i 1 zremisował. 22 lutego 1930 wygrał z byłym (i przyszłym) mistrzem świata w tej wadze Jackie Fieldsem, a w 1932 dwukrotnie pokonał przyszłego mistrza świata wagi średniej Ceferino Garcię.
22 lutego 1933 w San Francisco Corbett pokonał na punkty obrońcę pasa Jackiego Fieldsa i został nowym mistrzem świata wagi półśredniej federacji NBA. Przy pierwszej obronie tego tytułu został jednak pokonany 29 maja tego roku w Los Angeles przez Jimmy’ego McLarnina przez techniczny nokaut już w 1. rundzie.
Od następnego roku walczył w wadze średniej. 14 sierpnia 1934 wygrał z byłym mistrzem świata tej kategorii Mickeyem Walkerem, a w 1935 dwukrotnie pokonał Bepa van Klaverena i przegrał z Lou Brouillardem. 12 marca 1937 w San Francisco wygrał przez techniczny nokaut z przyszłym mistrzem świata w wadze półciężkiej Gusem Lesnevichem, a 13 sierpnia tego roku z innym przyszłym mistrzem świata w tej wadze Billym Connem na punkty. Conn zrewanżował mu się 8 września 1937 w Pittsburghu, wygrywając na punkty.
Young Corbett pokonał 22 lutego 1938 w San Francisci Freda Apostolego na punkty. Komisja bokserska stanu Kalifornia uznała go po tej walce za mistrza świata. 18 listopada tego roku w Nowym Jorku przegrał jednak rewanż z Apostolim, tym razem o tytuł mistrza świata NYSAC. Stoczył później jeszcze cztery walki w 1939 i 1940.
Zmarł w domu opieki niedaleko Fresno w 1993.
Został wybrany w 2004 do Międzynarodowej Bokserskiej Galerii Sławy.